# آيك نوانكو
آيك نوانكو (بالإنجليزية: Ike Nwankwo)‏ من مواليد 27 ديسمبر 1973 في هيوستن، تكساس، هو لاعب كرة سلة نيجيري-أمريكي سابق. بدأ مسيرته الاحترافية في سنة 1998. يبلغ طوله 6 قدم 11 بوصة (2.1 م). اعتزل اللعب في 2010.

## المسيرة الاحترافية
لعب مع بيراتاس دي كويبراديلاس في سنة 1998، ثم لعب مع أسكو غدينيا في سنة 1999، ثم لعب مع بيراتاس دي كويبراديلاس في سنة 1999، ثم لعب مع أسكو غدينيا في سنة 2000.

## روابط خارجية
- آيك نوانكو على موقع الاتحاد الدولي لكرة السلة (الإنجليزية)
- آيك نوانكو على موقع كرة السلة الأوروبية.كوم (الإنجليزية)
- آيك نوانكو على موقع كلية كرة السلة في سبورتس رفرنس.كوم (الإنجليزية)
- آيك نوانكو على موقع ريلجم (الإنجليزية)
- آيك نوانكو على موقع بروبوليرز (الإنجليزية)
- آيك نوانكو على موقع سبورتس رفرنس (الإنجليزية)